# Port Chalmers

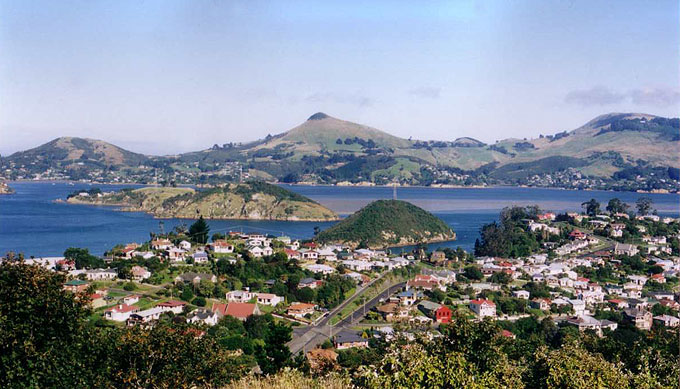
Vista de Port Chalmers y el muelle de Otago.

Port Chalmers es el principal puerto de la ciudad de Dunedin, Isla Sur, Nueva Zelanda. Tras la reorganización administrativa local de 1980, se convirtió en un suburbio de la ciudad de Dunedin, aunque muchos de sus habitantes lo suelen considerar una población aparte. Posee una población de 3 mil habitantes. Port Chalmers se encuentra a 15 kilómetros del centro de Dunedin. 
- Datos: Q2104693
- Multimedia: Port Chalmers / Q2104693